# Mănăstirea Sfânta Ecaterina din Muntele Sinai

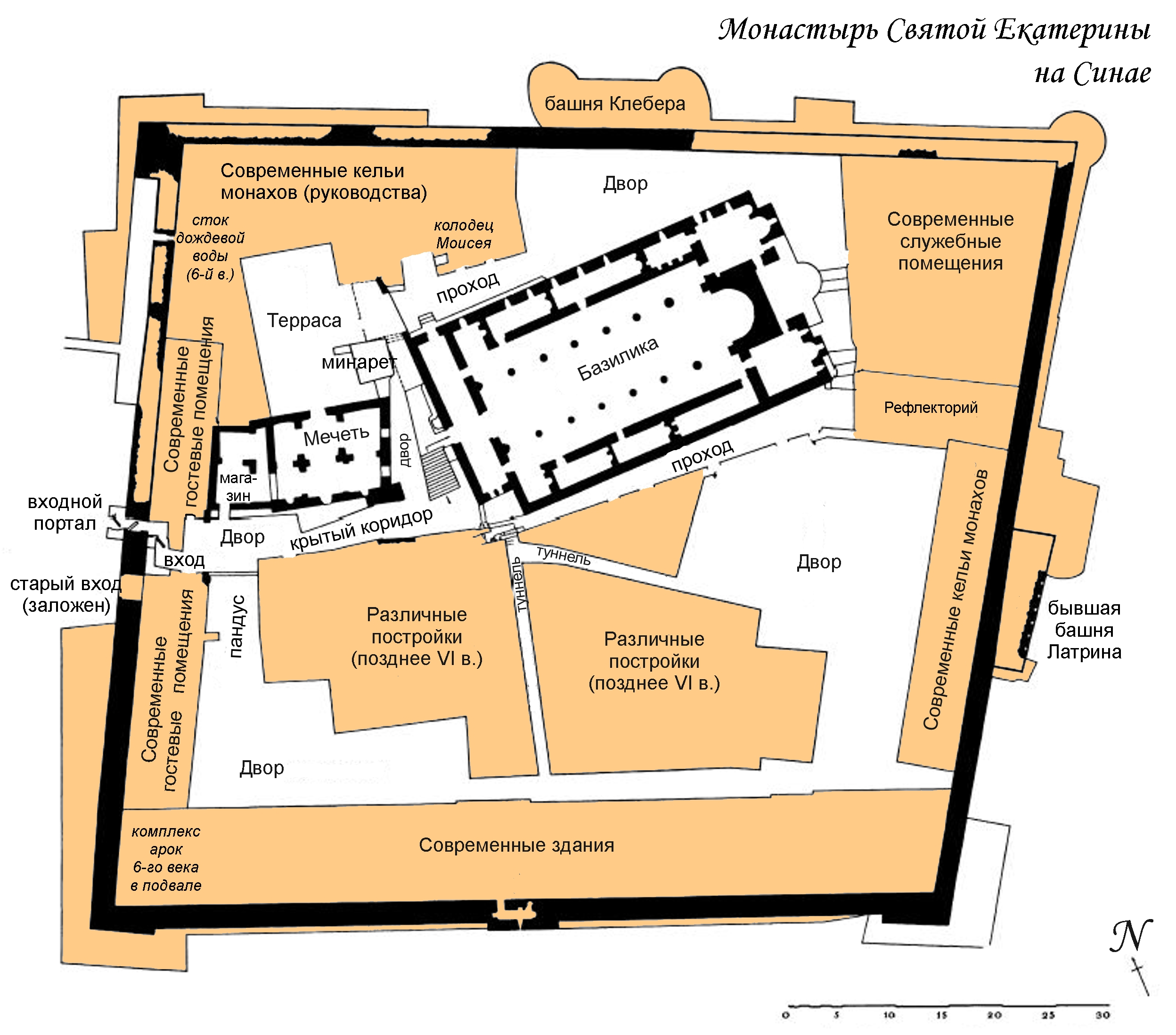
Planul Mănăstirii Sfânta Ecaterina

Mănăstirea Sfânta Ecaterina (în greacă Μονὴ τῆς Ἁγίας Αἰκατερίνης, în arabă دير سانت كاترين) este un lăcaș de cult, astăzi greco-ortodox, în Sinai, în Egipt, fondat între 548 și 565 și este încă cea mai veche mănăstire creștină locuită. Mănăstirea este situată la picioarele Muntelui Sinai (Muntele lui Moise - Jebel Musa). A fost construit pe locul unde se crede că profetul Moise a văzut Rugul Aprins. Cu toate că este cunoscută sub numele de Sfânta Ecaterina, hramul mănăstirii este Schimbarea la Față. Uneori mai este cunoscută și sub numele de Mănăstirea Rugului Aprins. Așezământul monahal Sfânta Ecaterina este, probabil, cea mai veche mănăstire creștină în care viața monastică nu a fost întreruptă, cu o istorie de 17 secole. Mănăstirea se află sub autoritatea Bisericii ortodoxe autocefale a Sinaiului și este înscrisă din 2002 în Lista Patrimoniului Mondial UNESCO.
În prezent în Mănăstirea Sfânta Ecaterina trăiesc 25 de monahi de mai multe naționalități, iar slujbele se oficiază în limba greacă bizantină.

## Istoric
Prima piatră de temelie a Mănăstirii Sfânta Ecaterina de pe Muntele Sinai a fost pusă de împărăteasa Elena, în secolul IV d. Hr., când aceasta i-a închinat Sfintei Fecioare Maria o capelă construită chiar pe locul unde se afla Rugul Aprins revelat lui Moise.
Acesta capelă reprezintă „nucleul” de la care va porni ulterior dezvoltarea unui așezământ monahal, construit două secole mai târziu de împăratul Justinian și care va deveni locaș de adăpost pentru moaștele Sfintei Mari Mucenițe Ecaterina.
Între anii 527 și 565 e.n., împăratul Iustinian ridică aici Mănăstirea Rugului Aprins, pentru a cărei construcție aduce din Țara Românească „o sută de familii de valahi” (după cum menționează izvoarele istorice).
Mănăstirea Rugului Aprins își va păstra acest nume până în secolul al IX-lea când unui călugăr al mănăstirii i se va revela într-o viziune că moaștele Sfintei Ecaterina se află îngropate pe vârful celui mai înalt munte din Sinai, Gebel Katherina (2.642m).
Un secol mai târziu călugării aveau să coboare sfintele moaște în mănăstire, unde se păstrează până astăzi capul și mâna stângă ale Sfintei Ecaterina într-o raclă de argint depusă în altarul lăcașului. După descoperirea Sfintelor moaște și aducerea lor în biserică, lăcașul care purta numele de Mănăstirea Rugului Aprins și-a schimbat numele după cel al Sfintei Ecaterina, păstrat până în zilele noastre.

## Biblioteca
Biblioteca mănăstirii formată din patru camere de bibliotecă, este, probabil, cea mai veche bibliotecă creștină care a supraviețuit. Acesta conține șase mii de manuscrise în greacă, siriacă, gî'îz, arabă, georgiană și slavona din biserică, dintre care trei mii din antichitate și unele mai vechi decât mănăstirea în sine. Colecția de 3.300 de manuscrise și peste 8.000 de cărți vechi este comparabilă doar cu cea din Biblioteca Apostolică Vaticană.

## Colecția de icoane
Mănăstirea are o colecție de peste 2000 de icoane, inclusiv unele din puținele piese care au supraviețuit perioadei iconoclaste a Imperiului Bizantin din secolul al VIII-lea și al IX-lea, datorită situației din regatul islamic. Între acestea se numără unele din cele mai vechi icoane păstrate până în prezent.

## Legăturile cu Moldova și Țara Românească
Mănăstirea Sfânta Ecaterina din Sinai a fost parțial restaurată în 1592 pe cheltuiala domnitorului român Alexandru cel Rău.
Mănăstirea Sfânta Vineri din Iași, ctitorită în anul 1610 de Nestor Ureche, tatăl lui Grigore Ureche, a fost metoh al mănăstirii sinaite, precum și Biserica Sfânta Ecaterina din București.
Spătarul Mihai Cantacuzino (1640-1716), mare boier din Țara Românească, a făcut un pelerinaj în peninsula Sinai, unde a ajuns până la Mănăstirea Sfânta Ecaterina. Impresionat de acest loc, a ctitorit în 1695 o mănăstire, sub Carpați, pe care a numit-o Mănăstirea Sinaia, de la care provine și numele orașului Sinaia.